# Otoci Hans Lollik
Otoci Hans Lollik dva su otoka na Američkim Djevičanskim otocima u vlasništvu Larry Pagea. Page je kupio otoke Great Hans Lollik i Little Hans Lollik 2014. za 23 milijuna američkih dolara.
Otok Great Hans Lollik ("GHL") nalazi se oko 2½ km iza središnje sjeverne obale St. Thomasa, Američki Djevičanski otoci, odvojen od St. Thomasa Zavjetrinskim prolazom. Little Hans Lollik i Pelican Cay leže sjeverno od Hansa Lollika na istom šelfu. Veći dio bentoske zone oko Hansa Lollika je stjenovita i sadrži gusto raznoliko koraljno stanište. 

## Etimologija
Ime dvaju otoka znači "Hans iz Lollanda" na danskom, a vjeruje se da potječe od mornara koji je nosio taj nadimak.

## Pasati
Djevičanski otoci leže u "istočnim vjetrovima" ili "pasatnim vjetrovima" koji prolaze južnim dijelom područja Bermudskog visokog tlaka. Dakle, prevladavajući vjetrovi obično su istočni-sjeveroistočni i istočni. Ovi pasati variraju sezonski i uglavnom se dijele na četiri sezonska načina: od prosinca do veljače; od ožujka do svibnja; lipnja do kolovoza; i od rujna do studenog. Tijekom godine brojni su poremećaji, osobito nevremena i grmljavina. One se najčešće javljaju tijekom ljeta, traju samo nekoliko sati i ne uzrokuju izraženu promjenu pasata.

## Kopnene značajke
Kopnene značajke grupe Hans Lollik funkcije su njihove prirodne topografije, izloženosti pasatnim vjetrovima i posljedicama ljudske prisutnosti na otocima. Djelomično zbog niske nadmorske visine, GHL prima oko 1,120 mm padalina godišnje. Na istočnim i sjeveroistočnim padinama redovito pušu sjeveroistočni pasati. Padine i jarci u zavjetrini zadržavaju više vlage i podržavaju biljne zajednice koje se razlikuju od onih na padinama u zavjetrini po obliku rasta i sastavu vrsta. 
Ljudska okupacija imala je značajan utjecaj na ekologiju otoka. Od ranog 18. stoljeća do 1850-ih, Djevičanski otoci bili su čisti i obrađivani. Lokalni povjesničari procjenjuju da se na oko 12 to 16 ha GHL-a uzgajao pamuk tijekom ovog razdoblja. Strmi profil otoka uzrokovao je puzanje izloženog tla i ispiranje u more kao otjecanje sedimenta; neki procjenjuju da je tijekom ovog poljoprivrednog razdoblja izgubljeno nekoliko stopa gornjeg sloja tla. U 1940-ima i 1950-ima, GHL se sjekao za drvo koje se prodavalo u St. Croixu. Dok su na otoku ostali samo magarci i europski kunići, posljednjih godina otok su naselile i koze. 
Nasljeđe moderne ljudske okupacije Hansa Lollika proizvelo je otok koji nije sličan onom koji su vidjeli Indijanci Arawak prije nego što su Europljani otkrili otok (krajem 15. stoljeća). Spaljivanje i sječa izmijenili su otočnu vegetaciju. Zalihe sjemena za vrste koje su nekad bile prisutne na otoku više ne postoje lokalno. Vatra je omogućila da dominiraju otporne vrste (npr. slamnata palma), a sječa je ostavila zalihe za buduću šumsku krošnju u kojoj će dominirati četinari. Istodobno, doseljenici su uveli egzotične vrste i kultivare, od kojih su se neki proširili i sada dominiraju sadašnjim biljnim zajednicama na otoku.

## Životinje
Ni na Velikom Hans Lolliku ni na Malom Hans Lolliku nema domaćih kopnenih sisavaca. Crnog štakora (Rattus rattus) uveli su rani europski doseljenici u posljednjih 500 godina. Namjerno su pušteni europski kunić (Oryctolagus cuniculus), mačka (Felis catus) i magarac (Equus asinus). Trebale bi biti prisutne četiri autohtone vrste šišmiša: Noctilio leporinus, Molossus molossus, Artibeus jamaicensis  i antilski Brachyphylla cavernarum (hrani se peludom i nektarom).

### Gmazovi i vodozemci
Herpetofauna Hansa Lollika nije dobro proučena, ali bi sastav vrsta trebao biti vrlo sličan onom St. Thomasa. Nekoliko vrsta guštera, uobičajenih na obližnjim otocima, nikad nije dokumentirano na Hansu Lolliku. Tijekom istraživanja 1990. godine , utvrđeni su podaci o viđenju tri dosad nezabilježena gmaza: dva guštera (Ameiva exul i Anolis pulchellus) i zmija (Liophis portoricensis). Još jedan gušter, Anolis stratulus, sakupljen je prvi put. Prethodno dokumentirani gušteri uključuju: Anolis critatellus i Sphaerodactylus macrolepis.
Na temelju njihove distribucije i zahtjeva staništa na okolnim otocima, moglo bi se očekivati da će biti prisutne i sljedeće vrste: Zelena iguana (Iguana iguana), Hemidactylus mabouia, Mabuya mabouya i Amphisbaena fenestrata. Iguana pinguis, vrsta endemična za Portoriko Bank, istrijebljena je s većine razvijenih otoka u regiji, ali bi mogla preživjeti na jednom ili više otoka u području istraživanja. Dvije zmije pronađene na St. Thomasu mogle bi se pojaviti na Hansu Lolliku: Typhlops richardii i Liophis exequuis. Liophis portoricensis smanjena je u broju ili je istrijebljena na velikim otocima unutar svog areala. Crvenonoga kornjača (Geochelone carbonaria) nije zabilježena, ali bi mogla biti prisutna. 
Nije poznato da vodozemci žive na Hans Lolliku, no moguće je da se tamo pojavljuje jedna ili više vrsta Eleutherodactylusa. Ove sićušne žabe stvaraju gnijezda od pjene kako bi zaštitile svoja jajašca i punoglavce od isušivanja, a stajaća slatka voda nije potrebna za razmnožavanje, dok se odrasle žabe skrivaju u vlažnim područjima, kao što su baze listova bromelija, kako bi izbjegle kserične uvjete.

### Ptice
Mnoge vrste ptica sezonski su posjetitelji susjednih otočića i prisutne su samo u Hans Lolliku tijekom ljetne sezone parenja. Najuočljivije ptice na istraživanim mjestima su domaće vrste morskih ptica, uključujući smeđu blunu (Sula leucogaster) i smeđeg nesita (Pelecanus occidentalis). Obje vrste za hranjenje koriste vode bogate mamcima Hansa Lollika; obje vrste ciljaju bijelu mlađ, plavu mlađ ili lažnu srdelu (Harengula clupeola) kao preferirani plijen. Sotfver JDA je locirao i kartirao glavna mjesta za odmor ovih vrsta kako bi omogućio proces planiranja lokacije za izbjegavanje ovih područja. Hans Lollik nema kritična mjesta za gniježđenje nijedne vrste ptica. Područja za gniježđenje tropskih ptica na liticama de facto su zaštićena od ljudi svojim nesigurnim položajem na liticama. 
Hans Lollik nije bio povijesno važno mjesto za gniježđenje smeđih nesita, a rijetko gniježđenje koje se sada događa je oportunističko. Ovo gniježđenje može biti rezultat procvata lokalne populacije nesita, koja se širi na nova mjesta za odmor i gniježđenje, ili može biti rezultat raseljavanja s drugih otoka i uvala. Smeđi nesit je na popisu ugroženih, kako na saveznoj razini tako i na Djevičanskim otocima. Nekada se smatralo da je smeđi nesit osuđen na propast zbog stanjivanja ljuske jajeta izazvanog kontaminacijom DDT-om. Otkako je zabrana DDT-a stupila na snagu, populacije smeđih pelikana u cijelom SAD-u su se oporavile, zbog čega je vrsta uklonjena s popisa u većem dijelu svog areala. Populacije na jugoistoku SAD-a (uključujući Djevičanske otoke) još nisu izbrisane s popisa, ali postoje pokazatelji da se te populacije također oporavljaju. 
Smeđa čigra (Anous stolidus), američka mala čigra (Sternula antillarum), crnoleđa čigra (Onychoprion fuscatus) i kraljevska čigra (Thalasseus maximus) zabilježene su da se gnijezde na obližnjem Pelican Cayu, ali ne i na otoku Hans Lollik. Druge vrste ptica koje su viđene na Hans Lolliku su sveprisutni ljuskastotrbi raznopojac (Margarops fuscatus), krivokljuna tangara (Coereba flaveola), američki oštrigar (Haematopus palliatus) i američka vjetruša (Falco sparverius). 

## Bentoske značajke
Područje između Hans Lollika i Little Hans Lollika je relativno plitko i prvenstveno je tvrdo dno s raštrkanim velikim komadima pijeska i kaldrme. Struje koje teku između dva otoka uglavnom su na zapadu i često su prilično brze. Pličine uz obale obaju otoka naseljavaju glavati koralji, 'Diploria strigosa, D. clivosa, Siderastrea siderea, D. labyrinthiformis, Colpophyllia natans, Porites astreoides, Montastraea annularis, Montastraea cavernosa and Dendrogyra cylindrus. Tu su raštrkani koralj Acropora palmata i Acropora cervicornis. U plićim područjima manje od 3 m većina koralja iz roda Acropora je živa, dok dublje postoje brojni kosturi ovih nekoć masivnih koralja. Postoje i neki vrlo veliki ostaci kolonija Porites porites koji se nalaze između dva otoka. Neki od ovih humki imaju 3 do 4 m u visinu i širinu. Agarcia, Millepora, P. porites i razne vrste spužvi kolonizirale su mrtve koralje ovih humaka. Cijelo je područje sudbinski kolonizirano vrstama mekih koralja i morskim perjanicama, a lepeze su razbacane posvuda. Na jugozapadu je pješčana plaža, a pijesak se proteže od obale do bentoskog okoliša. Unutar ovog pješčanog područja pojavljuju se područja stijena koja su kolonizirana koraljima (Siderastrea i Diploria) i algama. Dalje od obale nalazi se plitko područje grebena koje je pod jakim utjecajem nadolazećih valova. Područje grebena podržava različite kolonizacije mekih i tvrdih koralja. Uz zapadnu stranu otoka i uz sjeverozapadni vrh obala je kamenita, a stijene se protežu ispod mora. Postoje velike gromade i ploče stijena koje leže odmah ispod površine vode uz obalu. Raznolika zajednica koralja i spužvi kolonizira ovaj kameni supstrat koji se brzo spušta na dubinu od 6 do 8 m. Glavasti koralji (Diploria strigosa, D. clivosa, Sidereastrea siderea, D. labyrinthiformis, Colpophyllia natans, Porites astreoides, Montastrea annularis, M. cavernosa i Dendrogyra cylindrus), razgranati koralji (Acropora palmate, A cervicornis, Porites porites) i vatreni koralji (Millepora spp.) česte su na ovom području. 

## Kitovi i druge morske vrste
Najčešće vrste kitova koje se kreću vodama šireg područja Hans Lollik uključuju dobre dupine ('Tursiops truncatus) i grbave kitove (Megaptera novaeangliae). Neki bjelogrli dupini (Globicephala melas) također se mogu pojaviti u tom području. Prisutnost grbavih kitova je sezonska, a vrhunac migracija događa se od siječnja do ožujka. Uz grebenske ribe, u području oko GHL-a i Litte Hans Lollika istraživana su jata riba. Obilje ribe najveće je u pučinskom području obrubnog grebena istočne obale i u dubokovodnim područjima uz sjeverozapadni kut GHL-a. Tri vrste morskih kornjača prisutne su oko otoka, karetna želva, golema želva i sedmopruga usminjača.

## Prapovijesno i povijesno ljudsko prisustvo
Nisu pronađeni nikakvi značajni dokazi o prapovijesnoj okupaciji otoka. Na temelju povijesnih izvještaja, niz plantaža pamuka očito je razvijen i održavan najmanje od 1769., ali vjerojatno i nekoliko desetljeća ranije. Ova zauzetost nastavila se do sredine devetnaestog stoljeća, te jednom 1950-ih. U novije se vrijeme otok koristio za sječu drva, ribolov, prebivalište pojedinaca i uzgoj stoke 1950-ih kada je stvorena postojeća zarasla obodna cesta. Podvodnim istraživanjem zaljeva na Hans Lolliku nisu pronađeni nikakvi važni arheološki ili kulturni izvori. U Coconut Bayu je prije nekoliko godina identificirana moderna olupina broda. 

## Obližnji otočići
- Necker - u vlasništvu Sir Richarda Bransona
- Otok Guana & Norman Island,  u vlasništvu Henryja Jareckog
- Great Saint James

## Vanjske poveznice
|  | Zajednički poslužitelj ima još gradiva o temi Otoci Hans Lollik |